# Reduceermachine
Een reduceermachine of pantograaf is een machine die de contouren van een elektrotype, een metalen versie van het ontwerp, dat meestal in gips wordt uitgevoerd, leest en verkleind weergeeft. Reduceermachines worden in het muntproductieproces gebruikt.